# Shire of Chapman Valley
Shire of Chapman Valley is een Local Government Area (LGA) in de regio Mid West in West-Australië. Shire of Chapman Valley telde 1.556 inwoners in 2021. De hoofdplaats is Nabawa.

## Geschiedenis
Op 25 januari 1901 werd het 'Upper Chapman Road District' opgericht. Het veranderde op 28 maart 1958 van naam en werd 'Chapman Valley Road District'.
Ten gevolge de 'Local Government Act' van 1960 veranderde het district wederom van naam. Het werd op 23 juni 1961 de 'Shire of Chapman Valley'.

## Beschrijving
'Shire of Chapman Valley' is een district in de regio Mid West. De hoofdplaats is Nabawa. Het district is bijna 4.000 km² groot en ongeveer 440 kilometer ten noorden van de West-Australische hoofdstad Perth gelegen. De belangrijkste economische sectoren zijn de landbouw en het toerisme.
Het district telde 1.556 inwoners in 2021, tegenover 875 in 2001. Minder dan 5 % van de bevolking is van inheemse afkomst.

## Plaatsen, dorpen en lokaliteiten
- Nabawa
- Howatharra
- Mount Erin
- Nanson
- Naraling
- Narra Tarra
- Oakajee
- Protheroe
- Rockwell
- Whelarra
- Yetna
- Yuna